# Asambleas presidenciales del Partido Demócrata de 2008 en Maine
Las Asambleas demócratas de Maine fueron hechas el 10 de febrero de 2008, siendo Obama el ganador.

## Resultados
Delegados nacionales comprometidos: 0 (de 24)
| Resultados de las Asambleas Demócratas de Maine – 2008 | Resultados de las Asambleas Demócratas de Maine – 2008 | Resultados de las Asambleas Demócratas de Maine – 2008 | Resultados de las Asambleas Demócratas de Maine – 2008 | Resultados de las Asambleas Demócratas de Maine – 2008 | Resultados de las Asambleas Demócratas de Maine – 2008 | Resultados de las Asambleas Demócratas de Maine – 2008 |
| Partido                                                | Partido                                                | Candidato                                              | Votos                                                  | Porcentaje                                             | Delegados                                              |                                                        |
| ------------------------------------------------------ | ------------------------------------------------------ | ------------------------------------------------------ | ------------------------------------------------------ | ------------------------------------------------------ | ------------------------------------------------------ | ------------------------------------------------------ |
|                                                        | Demócratas                                             | Barack Obama                                           | 2,079                                                  | 59.30%                                                 | 15                                                     |                                                        |
|                                                        | Demócratas                                             | Hillary Rodham Clinton                                 | 1,397                                                  | 39.85%                                                 | 9                                                      |                                                        |
|                                                        | Demócratas                                             | Sin compromiso                                         | 27                                                     | 0.77%                                                  | 0                                                      |                                                        |
|                                                        | Demócratas                                             | Otros                                                  | 3                                                      | 0.09%                                                  | 0                                                      |                                                        |
| Total                                                  | Total                                                  | Total                                                  | 3,506                                                  | 100.00%                                                | 24                                                     |                                                        |
| Otros votos                                            | Otros votos                                            | Otros votos                                            | %                                                      | %                                                      | —                                                      |                                                        |